# Daisy Ridley
Daisy Jazz Isobel Ridley (sinh ngày 10 tháng 4 năm 1992) là một nữ diễn viên và nhà sản xuất phim người Anh. Cô nổi tiếng với vai diễn Rey, trong Bộ ba phần tiếp theo của Chiến tranh giữa các vì sao: The Force Awakens (2015), The Last Jedi (2017) và The Rise of Skywalker (2019).
Cô cũng xuất hiện trong bộ phim Án mạng trên chuyến tàu tốc hành Phương Đông (2017), đóng vai nhân vật chính của bộ phim tình cảm lãng mạn Ophelia (2018) và thỉnh thoảng tham gia lồng tiếng, chẳng hạn như bộ phim hoạt hình máy tính người đóng Thỏ Peter (2018) và trò chơi điện tử bao gồm Twelve Minutes.

## Đầu đời
Daisy Ridley sinh ngày 10 tháng 4 năm 1992, tại Westminster, London và lớn lên ở Maida Vale. Cô là con út trong số ba đứa con gái của Chris Ridley, một nhiếp ảnh gia, và Louise Fawkner-Corbett, người làm việc trong lĩnh vực truyền thông nội bộ cho một ngân hàng. Gia đình của mẹ cô, gia đình Fawkner-Corbetts, thuộc dòng dõi quý tộc với nền tảng quân sự và y tế. Cô có hai người chị gái, Kika Rose và Poppy Sophia.
Ridley đã nói rằng khi lớn lên, bộ phim yêu thích của cô ấy là Matilda (1996), đề cập đến nhân vật chính Matilda Wormwood (do Mara Wilson thủ vai) như một hình mẫu.

## Sự nghiệp
Ridley bắt đầu sự nghiệp với một vài vai diễn nhỏ trong một số chương trình truyền hình như Youngers, Toast of London, Silent Witness, Mr Selfridge và Casualty. Tháng 4 năm 2014, cô đã được chọn vào vai Rey, một trong những nhân vật chính trong phim Star Wars: Thần lực thức tỉnh. Với doanh thu phòng vé toàn cầu hơn 2 tỷ USD, bộ phim Star Wars: Thần lực thức tỉnh trở thành bộ phim có doanh thu phòng vé cao nhất năm 2015. Cô cũng sẽ tiếp tục tham gia phần 8 của bộ phim Star Wars, được công chiếu vào tháng 12 năm 2017.

## Cuộc sống cá nhân
Ridley cư trú tại Primrose Hill, London. Từ năm 2017, cô có mối quan hệ với nam diễn viên Tom Bateman, người mà cô gặp trên phim trường Án mạng trên chuyến tàu tốc hành Phương Đông. Cô có một hình xăm ba ngôi sao trên chân trái. Ridley sở hữu một chú chó tên Muffin.
Vào năm 2016, Ridley tiết lộ rằng cô đã được chẩn đoán mắc bệnh lạc nội mạc tử cung và hội chứng buồng trứng đa nang ở tuổi mười lăm, khiến cô phải trải qua nhiều thủ tục phẫu thuật nội soi. Cô ấy nói rằng tình trạng của cô khiến cô cảm thấy mất tự tin do mụn trứng cá kéo theo. Ridley là một người thuần chay.

## Danh sách phim

### Phim
| Năm      | Tên                                             | Vai diễn                   | Ghi chú.             |
| -------- | ----------------------------------------------- | -------------------------- | -------------------- |
| 2013     | Lifesaver                                       | Jo                         | Phim ngắn            |
| 2013     | Blue Season                                     | Sarah                      | Phim ngắn            |
| 2013     | 100% BEEFÒ                                      | Cô gái                     | Phim ngắn            |
| 2013     | Cross Wires                                     | Bản thân                   | Phim ngắn            |
| 2015     | Scrawl                                          | Hannah                     |                      |
| 2015     | Chiến tranh giữa các vì sao: Thần lực thức tỉnh | Rey                        |                      |
| Năm 2016 | Omohide Poro Poro                               | Taeko Okajima (lồng tiếng) | Tiếng Anh lồng tiếng |
| 2017     | Star Wars: Tập VIII                             | Rey                        | Đang quay            |

### Phim truyền hình
| Năm  | Tên                 | Vai diễn         | Ghi chú                                 |
| ---- | ------------------- | ---------------- | --------------------------------------- |
| 2013 | Casualty            | Fran Bedingfield | Tập: "And the Walls Come Tumbling Down" |
| 2013 | Younger             | Jessie           | Tập "A to B and the Apology"            |
| 2013 | Toast of London     | Charlotte        | Tập "Vanity Project"                    |
| 2014 | Silent Witness      | Hannah Kennedy   | 2 tập                                   |
| 2014 | Mr Selfridge        | Roxy Starlet     | Tập: "2.8"                              |
| 2015 | Saturday Night Live | Bản thân         | "Star Wars Auditions"                   |

### Video Âm nhạc
| Năm  | Nghệ sĩ(s) | Tên         | Vai diễn |
| ---- | ---------- | ----------- | -------- |
| 2013 | Wiley      | "Lights on" | Kim      |

### Video Game
| Năm  | Tên                               | Vai diễn | Ghi chú                      |
| ---- | --------------------------------- | -------- | ---------------------------- |
| 2015 | Disney Infinity 3.0               | Rey      | Star Wars: The Force Awakens |
| 2016 | Lego Star Wars: The Force Awakens | Rey      |                              |

## Giải thưởng và đề cử
| Năm  | Tên                                   | Hạng mục                       | Đề cử                        | Kết quả      | Ref.   |
| ---- | ------------------------------------- | ------------------------------ | ---------------------------- | ------------ | ------ |
| 2015 | Zed Fest Film Festival                | Outstanding Acting Performance | Scrawl                       | Đoạt giải    | [ 23 ] |
| 2015 | Florida Film Critics Circle           | FCC Breakout Award             | Star Wars: The Force Awakens | Đoạt giải    | [ 24 ] |
| 2016 | Central Ohio Film Critics Association | Breakthrough Film Artist       | Star Wars: The Force Awakens | Đề cử        | [ 25 ] |
| 2016 | Georgia Film Critics Association      | Breakthrough Award             | Star Wars: The Force Awakens | Đề cử        | [ 26 ] |
| 2016 | EDA Awards                            | Best Female Action Star        | Star Wars: The Force Awakens | Đề cử        | [ 27 ] |
| 2016 | EDA Awards                            | Best Breakthrough Performance  | Star Wars: The Force Awakens | Đề cử        | [ 27 ] |
| 2016 | Nickelodeon Kids' Choice Awards       | Favorite Movie Actress         | Star Wars: The Force Awakens | Đề cử        | [ 28 ] |
| 2016 | Empire Awards                         | Best Female Newcomer           | Star Wars: The Force Awakens | Đoạt giải    | [ 29 ] |
| 2016 | MTV Movie Awards                      | Best Female Performance        | Star Wars: The Force Awakens | Đề cử        | [ 30 ] |
| 2016 | MTV Movie Awards                      | Best Hero                      | Star Wars: The Force Awakens | Đề cử        | [ 30 ] |
| 2016 | MTV Movie Awards                      | Best Breakthrough Performance  | Star Wars: The Force Awakens | Đoạt giải    | [ 30 ] |
| 2016 | MTV Movie Awards                      | Best Fight (with Adam Driver)  | Star Wars: The Force Awakens | Đề cử        | [ 30 ] |
| 2016 | Saturn Awards                         | Best Actress                   | Star Wars: The Force Awakens | Chưa công bố | [ 31 ] |